# Публічне управління та адміністрування
Публічне управління та адміністрування (англ. public management and administration) — це діяльність, яка пов‘язана з вирішенням стратегічних завдань державних органів, підприємств, установ, організацій з урахуванням комплексу зовнішніх і внутрішніх факторів впливу і тенденцій розвитку в конкурентному середовищі, а також в певній галузі суспільного виробництва і держави в цілому.
Термін «публічне управління» вперше використовує англійський державний службовець Десмонд Кілінг у 1972 р.. «Публічне управління — це пошук у найкращий спосіб використання ресурсів задля досягнення пріоритетних цілей державної політики» (визначення Кілінга). Поява нової форми управління у публічній сфері була спричинена потребою модернізувати організаційні структури і процедури, які вони використовують, для того, щоб усі інституції публічної сфери працювали краще. Публічне управління стосується ефективного функціонування всієї системи політичних інституцій.